# 장조림
장조림은 쇠고기를 간장에 넣어 조린 반찬이다. 요즘은 쇠고기 이외에도 돼지고기, 메추리알, 고추 등 다양한 재료로 장조림을 만든다.

## 장조림
냄비에 물을 붓고 끓으면 약한 불에서 물이 반으로 줄고 고기가 무를 때까지 삶다가 간장, 설탕, 얇게 저민 마늘과 생강을 넣어 조린 것

## 역사
≪세종실록≫ 권128 오례길례서례(五禮吉禮序例) 찬실도(饌實圖)에 담해(醓醢)라는 것이 있는데, 이 담해는 쇠고기를 잘게 썰어서 간장에 넣어 만든 장조림이라고 한다. 이러한 담해가 오늘날의 장조림으로 변한 시기는 분명하지 않다.
만드는 법은 쇠고기의 기름기가 적은 부위인 홍두깨살을 크게 덩어리지게 잘라서 물을 붓고 끓여서 젓가락이 들어갈 정도로 무르면 생강·마늘을 납작하게 썰어 넣고 간장을 붓고 다시 끓여서 고기가 겨우 잠길만큼의 간장만 남도록 조린다. 먹을 때에는 고기의 결대로 손으로 뜯어서 함께 끓였던 간장과 함께 담아내면 훌륭한 밥반찬이 된다.

## 조리법
1. 메추리알 두 판을 준비한다
꽈리고추 메추리알 장조림을 만들기 위해서 메추리알 2판을 준비한다. 개수로는 약 70~80개 정도가 적당하다.
2. 메추리알을 넣은 물이 끓으면 10분간 삶아준다
냄비에 메추리알을 담고 메추리알이 물에 잠기도록 물을 넉넉하게 부어준다. 물이 끓기 시작하면 약 10분간 메추리알을 삶아준다.
3. 꽈리고추는 꼭지를 뗀 후 흐르는 물에 씻고, 체에 밭쳐 물기를 제거한다.
메추리알로만 장조림을 만들어도 맛있지만 조금 더 푸짐하게 만들기 위해서 꽈리고추를 넣어준다. 꽈리고추는 적당량으로 준비해서 꼭지를 떼고 물에 가볍게 씻어준다. 그 뒤, 체에 밭쳐 물기를 뺀다.
4. 다 익은 메추리알은 찬물에 넣어 식혔다가 껍질을 벗긴다.
메추리알을 10분간 삶았다면 냄비에서 메추리알을 꺼내 차가운 물에 넣어 식혀준다. 어느 정도 식었다면 조심스럽게 껍질을 벗겨준다.
5. 맛 간장은 물, 간장, 설탕을 3:2:2의 비율로 넣어 만든다.
'꽈리고추 메추리알 장조림' 레시피의 핵심인 맛 간장은 재료를 넣는 비율이 아주 중요하다. 종이컵 기준으로 물, 간장, 설탕을 3:2:2의 비율로 넣어, 맛 간장을 만든다.
6. 맛 간장에 메추리알을 넣고 끓인다.
이렇게 준비한 맛 간장에 아까 예쁘게 껍질을 벗긴 메추리알을 넣고 끓여준다.
7. 맛 간장이 반 정도 줄어들면 꽈리고추를 넣는다.
중약불에 끓이다 보면 메추리알에 양념 색이 고루 들고, 맛 간장이 반 정도 줄어들게 될 것이다. 이때 물기를 뺀 꽈리고추를 넣어준다.

### 비법
냄비에 메추리알과 물을 넣은 뒤, 소금 한 큰 술과 식초 한 큰 술을 넣어주면 나중에 껍질을 손쉽게 벗길 수 있다.
맛 간장에 메추리알을 넣은 뒤, 불은 약간 약한 불로 조절해서 은근하게 조려준다.
꽈리고추는 너무 익히면 물컹거려서 식감이 좋지 않기 때문에 1~2분 정도만 끓인 뒤 불을 끈다.

## 종류

### 표고버섯 장조림
경기도 가평 향토음식으로 대개 일반적인 요리가 표고버섯의 갓만을 사용하는 데 비해 표고버섯대장조림은 자루대를 이용하여 특유의 쫄깃한 맛을 내는 밑반찬이다.표고버섯 갓을 떼어낸 대를 깨끗이 다듬어 살코기를 찢듯이 잘게 찢어 놓는다. 깨끗이 손질한 버섯대에 물을 넉넉히 붓고 푹 끓이다가 대가 부드럽게 되면 쇠고기를 깍뚝모양으로 썰어 함께 끓인다. 버섯대와 고기가 익으면 간장 반컵, 설탕을 넣어 끓이다가 통마늘을 납작하게 썰어 넣은 후 마늘이 익으면 불에서 내린다. 상에 낼 때 고기를 찢고 버섯대를 적당히 섞어 통깨를 뿌려낸다.
표고버섯은 레티오닌에 의하여 독특한 향이 나며 감칠맛을 내는 구아닐산, 아데닐산 등이 함유되어 있어 채소와 함께 조리하면 맛이 좋아진다. 표고버섯은 비타민 D의 모체인 에르고스테롤이 풍부하여 혈중 콜레스테롤을 낮춰 고혈압이나 심장병 환자에게 이로운 식품으로 알려져 있다.

### 돼지고기 오향장조림
돼지고기 오향장조림은 한방에서 냉한식품으로 알려져 있는 돼지고기에 오향가루를 넣어 조리하여 몸을 따뜻하게 하고 위장을 튼튼히 해주며 소화력을 증진 시키는 궁합이 잘 맞는 음식으로 알려진다.
돼지고기의 색깔은 담홍색으로 연령 또는 부위에 따라 어린 돼지는 청백색을 띠고 있다. 돼지고기는 필수아미노산이 풍부하고 근섬유가 가늘고 연해 소화율이 높은 편이다. 지방은 희고 단단하며 방향을 가진 것이 소화가 잘 되고 흡수율도 놓다. 쇠고기보다 불포화지방산인 리놀레산이 풍부하며 융점이 낮은 편이다. 또한 돼지고기는 비타민 B1과 비타민 B2가 풍부하며, 비타민 B1은 쇠고기의 10배나 많아 쌀을 주식으로 하는 우리나라 사람에게 좋다. 다만 돼지고기는 보수력이 좋지 않아 그냥 방치해두면 점차 다량의 즙액이 생겨 조리 시 손실이 많아지게 된다.
돼지고기 살코기를 골라 큼직하게 썰어 채반이나 찜통에 쪄서 기름을 뺀다. 진간장, 마늘, 양파, 생강즙, 설탕, 오향가루를 섞어 양념장을 만든 후에 중간 불에서 서서히 조린다. 졸여진 고기를 먹기 좋은 크기로 썰어 병에 담고 물과 간장을 섞어 만든 조미액을 병 상부 2.5cm까지 부어 덮개를 덮고, 조이개를 헐겁게 감아 1시간 동안 중탕한다. 병을 꺼내 젓가락으로 공기를 뺀 다음 다시 조이개로 꼭 조여 병을 거꾸로 세워 자연 냉각시킨다. 오향가루란 산초, 계피, 정향, 회향, 대회향 등을 혼합하여 가루로 만든 것이다.

### 소고기 장조림
고기는 홍두깨살이나 사태살과 같이 근육이 발달한 부위를 쓰는 것이 기름기가 없고 씹는 맛이 졸깃거려서 좋다. 고기를 6∼7cm 길이로 토막을 내어 고기가 잠길 만큼 물을 붓고 20∼30분간 끓인다. 고기가 어느 정도 익으면 진간장과 마늘을 넣고 중간불에서 다시 20분 정도 끓인다. 끓이는 도중에 설탕과 통고추를 넣는데, 고추는 붉은고추를 쓰는 것이 좋으나 여름철에는 풋고추를 써도 무방하다. 다 조려졌으면 뚜껑을 열어 식힌 다음 그릇에 담고 봉하여 둔다.
상에 놓을 때는, 홍두깨살로 만든 것은 섬유결대로 알맞게 찢어서 담고, 사태인 경우에는 섬유를 끊는 방향으로 얇게 저며 흐트러지지 않게 담은 후 간장을 조금 끼얹어 촉촉한 느낌이 들게 한다. 장조림은 간장에 짜게 조린 것이므로 특히 여름철 보존식품으로 훌륭하다. 그러나 여름철에는 만일을 위하여, 먹는 도중에 1∼2번 다시 끓여서 식혀 두는 것이 좋다.

## 논란

### 본죽 장조림 특허 논란
특허를 취득한 적 없는 쇠고기 장조림 같은 식자재를 특허 제품으로 속이는 등 가맹점에 거짓 정보를 제공한 ‘본죽’이 경쟁당국에 적발된 사건이다.
공정거래위원회는 “정보공개서 및 가맹계약서에 거짓 정보를 제공한 ‘본아이에프(본죽 가맹본부)’에 과징금 4,600만원을 부과하기로 결정했다”고 밝혔다. 가맹본부의 허위ㆍ과장 정보제공 행위에 과징금이 부과된 것은 처음있는 일이었다.
공정위에 따르면, 본아이에프는 2008년 1월부터 2015년 6월까지 가맹계약서에 쇠고기 장조림, 오징어 초무침, 다진 쇠고기(우민찌), 육수, 혼합미 등 5개의 식자재를 ‘특허권 등으로 보호되는 물품’이라 기재하고 각각에 특허번호를 명시했다.
또한 정보공개서에 이들 식자재를 ‘특허제품’으로 명시하고, 가맹본부로부터 구입해야 하는 물품으로 기재했다. 하지만 사실 본아이엔프는 해당 식자재에 대한 특허권을 보유하고 있지 않았다. 본아이에프는 2007년과 2011년 이들 식자재에 대한 특허를 출원했으나 육수ㆍ혼합미는 특허 결정을 거절당했고, 나머지 3개 식자재는 출원 이후 특허심사를 청구하지 않아 특허출원이 자동 취소됐다.
공정위 관계자는 “계약서상에 이들 식자재가 마치 특허를 받은 것처럼 기재된 탓에 가맹점주들은 해당 식자재를 본사 이외에 다른 곳에서 구매할 수 없었을 것”이라며 “또한 본사가 요구하는 높은 단가도 그대로 받아들일 수밖에 없다”고 말했다. 실제 본죽가맹점협의회는 지난 2015년 6월 기자회견을 열고 본사 측이 쇠고기 장조림 등 원ㆍ부재료 구매를 강요하는 등 가맹점주를 상대로 불공정 ‘갑질’을 하고 있다고 폭로하고 진정서를 공정위에 제출한 바 있다.

## 같이 보기
- 찢은 고기